# Michael Matheson
Pour les articles homonymes, voir Matheson.
Michael Matheson (né le 27 février 1994 à Pointe-Claire, dans la province de Québec au Canada) est un joueur professionnel canadien de hockey sur glace. Il évolue au poste de défenseur.

## Carrière de joueur
Il débute au niveau junior avec les Lions du Lac Saint-Louis de la Ligue de hockey midget AAA où il évolue durant deux saisons avant de rejoindre pour la saison 2011-2012 les Fighting Saints de Dubuque de la United States Hockey League. Au terme de cette saison, il est réclamé au premier tour du repêchage d'entrée dans la LNH par les Panthers de la Floride.
Matheson se joint par la suite aux Eagles de Boston College, club membre du championnat de la NCAA.
Le 24 septembre 2020, il est échangé aux Penguins de Pittsburgh avec Colton Sceviour en retour de Patric Hörnqvist.
Après avoir disputé 118 matchs de saison régulière avec Pittsburgh, il est échangé aux Canadiens de Montréal avec un choix de 4e ronde en 2023 en retour de Jeff Petry et de Ryan Poehling, le 16 juillet 2022.
Après le premier match préparatoire de la saison 2022-2023, on apprend que le défenseur souffre d'une entorse à un muscle de l’abdomen et devra s'absenter pour une période de deux mois. Matheson revient au jeu le 19 novembre 2022 et à ce premier match dans l'uniforme des Canadiens, il compte un but.
Avant le début de la saison 2023-2024, Matheson est nommé adjoint au capitaine Nick Suzuki. Matheson connaît une saison offensive impressionnante en 2023-2024, atteignant le plateau des 60 points.  
Lors de la saison 2024-2025, Mike Matheson atteint le plateau des 600 matchs le 8 février.  

## Vie privée
Il est le conjoint de la championne olympique et capitaine des Beauts de Buffalo Emily Pfalzer .

## Statistiques

### En club
| Saison     | Équipe                     | Ligue      |     | Saison régulière | Saison régulière | Saison régulière | Saison régulière | Saison régulière |   | Séries éliminatoires | Séries éliminatoires | Séries éliminatoires | Séries éliminatoires | Séries éliminatoires |
| Saison     | Équipe                     | Ligue      | PJ  | B                | A                | Pts              | Pun              | PJ               | B | A                    | Pts                  | Pun                  |                      |                      |
| 2009-2010  | Lions du Lac Saint-Louis   | QMAAA      | 30  | 5                | 6                | 11               | 33               | 17               | 6 | 7                    | 13                   | 10                   |                      |                      |
| 2010-2011  | Lions du Lac Saint-Louis   | QMAAA      | 35  | 14               | 24               | 38               | 72               | 15               | 7 | 18                   | 25                   | 16                   |                      |                      |
| 2011-2012  | Fighting Saints de Dubuque | USHL       | 53  | 11               | 16               | 27               | 84               | 5                | 4 | 1                    | 5                    | 4                    |                      |                      |
| 2012-2013  | Eagles de Boston College   | HE         | 36  | 8                | 17               | 25               | 78               | -                | - | -                    | -                    | -                    |                      |                      |
| 2013-2014  | Eagles de Boston College   | HE         | 38  | 3                | 18               | 21               | 49               | -                | - | -                    | -                    | -                    |                      |                      |
| 2014-2015  | Eagles de Boston College   | HE         | 38  | 3                | 22               | 25               | 26               | -                | - | -                    | -                    | -                    |                      |                      |
| 2014-2015  | Rampage de San Antonio     | LAH        | 5   | 0                | 2                | 2                | 8                | -                | - | -                    | -                    | -                    |                      |                      |
| 2015-2016  | Pirates de Portland        | LAH        | 54  | 8                | 12               | 20               | 30               | 3                | 0 | 1                    | 1                    | 2                    |                      |                      |
| 2015-2016  | Panthers de la Floride     | LNH        | 3   | 0                | 0                | 0                | 2                | 5                | 0 | 1                    | 1                    | 0                    |                      |                      |
| 2016-2017  | Panthers de la Floride     | LNH        | 81  | 7                | 10               | 17               | 36               | -                | - | -                    | -                    | -                    |                      |                      |
| 2017-2018  | Panthers de la Floride     | LNH        | 81  | 10               | 17               | 27               | 61               | -                | - | -                    | -                    | -                    |                      |                      |
| 2018-2019  | Panthers de la Floride     | LNH        | 75  | 8                | 19               | 27               | 44               | -                | - | -                    | -                    | -                    |                      |                      |
| 2019-2020  | Panthers de la Floride     | LNH        | 59  | 8                | 12               | 20               | 14               | 2                | 0 | 0                    | 0                    | 8                    |                      |                      |
| 2020-2021  | Penguins de Pittsburgh     | LNH        | 44  | 5                | 11               | 16               | 28               | 6                | 0 | 0                    | 0                    | 0                    |                      |                      |
| 2021-2022  | Penguins de Pittsburgh     | LNH        | 74  | 11               | 20               | 31               | 33               | 7                | 1 | 5                    | 6                    | 6                    |                      |                      |
| 2022-2023  | Canadiens de Montréal      | LNH        | 48  | 8                | 26               | 34               | 33               | -                | - | -                    | -                    | -                    |                      |                      |
| 2023-2024  | Canadiens de Montréal      | LNH        | 82  | 11               | 51               | 62               | 58               | -                | - | -                    | -                    | -                    |                      |                      |
| 2024-2025  | Canadiens de Montréal      | LNH        | 80  | 6                | 25               | 31               | 51               | 5                | 0 | 1                    | 1                    | 2                    |                      |                      |
| Totaux LNH | Totaux LNH                 | Totaux LNH | 627 | 74               | 191              | 265              | 360              | 25               | 1 | 7                    | 8                    | 16                   |                      |                      |

### En équipe nationale
| Année | Compétition          |    | PJ | B | A | Pts | Pun               |  | Résultat |
| 2016  | Championnat du monde | 10 | 2  | 4 | 6 | 0   | Médaille d'or     |  |          |
| 2017  | Championnat du monde | 10 | 1  | 6 | 7 | 10  | Médaille d'argent |  |          |